# Linear Programming Language
Linear Programming Language (LPL) ist eine moderne computer-ausführbare, mathematische Modelliersprache, die dazu verwendet werden kann lineare, nicht-lineare und andere mathematische Modelle zu formulieren. Das System ist geeignet, komplexe Modelle mit zahlreichen Variablen und Beschränkungen zu lösen.

## Geschichte
Die erste Version von LPL wurde am Institut für Informatik der Universität Freiburg, Schweiz entworfen und war ursprünglich dafür konzipiert worden, eigene große lineare Optimierungsmodelle mit Tausenden Variablen und Restriktionen zu formulieren. LPL wurde danach mehr und mehr eine Plattform für Weiterentwicklungen von computergestützten Optimierungen und mathematischen Modellierungen und wurde durch den Schweizerischen Nationalfonds zur Förderung der wissenschaftlichen Forschung gefördert. Daraus hervorgehend war das spin-off Unternehmen Virtual Optima Inc., das LPL heute vermarktet und weiterentwickelt.

## Funktionalität
LPL ist eine mächtige Modelliersprache und ein komplexes mathematisches Modellierungssystem, das es erlaubt, lineare, nicht-lineare und andere Optimierungsmodelle zu generieren, zu verändern und automatisch zu dokumentieren. Ein Compiler übersetzt dabei automatisch das mathematische Modell in eine Form, die von einem Solver gelöst werden kann, es liest die Daten von der Datenbank ein, ruft den Solver auf und schreibt das Resultat direkt wieder in die Datenbank oder generiert einen umfangreichen Lösungsbericht. LPL kann mit den meisten kommerziellen und freien Solver kommunizieren.

### Inhalt des Programmes
- deklarative mathematische Sprache
- algorithmische Programmiersprache
- Optimierungstool
- Datenmodellierungstool
- Datenmanipulationstool
- Modellierungsumgebung
- Dokumentierungstool
- Lösungsberichtstool
- Bibliothek für andere Anwendungsumgebungen
- Lösungstool via Internet